# Tjejligan
Tjejligan (originaltitel: A League of Their Own) är en amerikansk dramafilm från 1992 i regi av Penny Marshall. I huvudrollerna ses Geena Davis, Tom Hanks, Madonna och Lori Petty.

## Handling
När männen rycker in vid andra världskriget upprättas en kvinnlig basebolliga. Systrarna Dottie och Kit kommer med. Deras lag leds av den före detta basebollhjälten Jimmy Dugan, numera alkoholiserad. I takt med att spelarna blir allt bättre drar de alltmer publik. Men mellan systrarna uppstår en rivalitet.

## Om filmen
Tjejligan regisserades av Penny Marshall.  Madonna sjöng filmens ledmotiv "This Used to Be My Playground".

## Rollista i urval
- Tom Hanks - Jimmy Dugan
- Geena Davis - Dottie Hinson
- Madonna - Mae Mordabito
- Lori Petty - Kit Keller
- Jon Lovitz - Ernie Capadino
- David Strathairn - Ira Lowenstein
- Garry Marshall - Walter Harvey
- Bill Pullman - Bob Hinson
- Rosie O'Donnell - Doris Murphy